# Spintharina
Spintharina is een geslacht van vliesvleugelige insecten van de familie Goudwespen (Chrysididae).

## Soorten
- S. cuprata (Dahlbom, 1854)
- S. sulcianalis (Linsenmaier, 1968)
- S. vagans (Radoszkowski, 1887)
- S. versicolor (Spinola, 1808)